# Busy Woman
"Busy Woman" é uma canção da cantora estadunidense Sabrina Carpenter da edição deluxe de seu sexto álbum de estúdio, Short n' Sweet (2024). Carpenter escreveu a música com a compositora Amy Allen e seu produtor, Jack Antonoff . Esteve inicialmente disponível como a 13ª faixa de uma edição limitada do álbum, lançada pela Island Records em 29 de agosto de 2024. Carpenter a apresentou como uma adição surpresa em datas selecionadas de sua Short n' Sweet Tour (2024–2025), antes de sua inclusão na edição deluxe do álbum em 14 de fevereiro de 2025. A UMG Recordings enviou-a para as rádios italianas como o lead single da edição deluxe em 7 de março de 2025.

## Antecedentes e lançamento
Em janeiro de 2021, Sabrina Carpenter assinou um contrato de gravação com a Island Records. Ela anunciou que estava trabalhando em seu sexto ábum de estúdio em março de 2024, explorando novos gêneros e esperando que isso fosse o prenúncio de um novo capítulo em sua vida. Em antecipação à sua apresentação no Coachella, Carpenter anunciou que um single intitulado "Espresso" seria lançado em 11 de abril de 2024. A canção foi um sucesso surpreendente, tornando-se seu primeiro single número um na parada Billboard Global 200 e sua primeira canção a entrar no top 10 da Billboard Hot 100. Em seguida, ela lançou "Please Please Please" em junho, tendo alcançado o número um na Billboard Hot 100.
Precedendo um anúncio oficial, tweets em outdoors sobre a altura de Carpenter (4 pés e 11 polegadas), como "quando eu digo que odeio pessoas baixas, sabrina carpenter NUNCA está incluída", começaram a aparecer em toda a cidade de Nova York. Em 3 de junho de 2024, ela anunciou o álbum, intitulado Short n' Sweet, e revelou a arte da capa. Ele foi lançado em 23 de agosto de 2024. Enquanto Short n' Sweet competia com a mixtape Days Before Rodeo (2014), de Travis Scott, para garantir a estreia em primeiro lugar na Billboard 200; ambos os artistas lançaram edições digitais variantes para aumentar as vendas. Em 29 de agosto, Carpenter lançou uma edição limitada de seu álbum para download digital, intitulada Short n' Sweet(er). Ela incluiu a canção "Busy Woman", sobre a qual declarou: "Eu escrevi 'Busy Woman' com Jack e Amy (Allen) logo depois que entreguei o Short n' Sweet e fiquei muito triste por não poder incluí-la. É uma das minhas favoritas, então eu queria dar a vocês como um agradecimento por todo o amor!"
Em 4 de fevereiro de 2025, Carpenter anunciou que uma edição deluxe de Short n' Sweet, que incluiria "Busy Woman", estava programada para ser lançada em 14 de fevereiro. Isso foi feito como um agradecimento aos seus fãs em comemoração a ela ter ganhado dois Grammy Awards na  67ª edição da premiação.

## Composição
"Busy Woman" tem três minutos e seis segundos de duração. Carpenter compôs a canção com Amy Allen e seu produtor, Jack Antonoff. Ela foi gravada no Sharp Sonics Studios em Los Angeles e no Electric Lady Studios em Nova Iorque. Antonoff toca percussão, baixo, sintetizador, cítara, violão, guitarra elétrica, kit de bateria e programação de bateria; Carpenter toca percussão; e Bobby Hawk toca violino. Antonoff, Jack Manning, Laura Sisk e Oli Jacobs fizeram a engenharia de "Busy Woman" com assistência de Joey Miller e Jozef Caldwell; Ruairi O'Flaherty masterizou a canção; e Serban Ghenea a mixou com assistência de Bryce Bordone. É uma faixa country, dance-pop e synth-pop; com influências de pop, yacht rock, disco e country pop.
Em "Busy Woman", Carpenter aborda com humor os desafios que enfrenta com a rejeição. A música começa com ela admitindo que, apesar de normalmente ser calma e racional, ela perde toda a compostura quando é rejeitada. No primeiro verso, ela canta sobre como a rejeição parece imoral para ela e como isso pode fazê-la reagir de forma exagerada e dramática. Ela enfatiza que, se o sujeito estiver interessado nela, ela será a parceira ideal e estará disposta a ir além. Caso os sentimentos não sejam recíprocos, ela vai ignorar o fato e agir com indiferença, pois está "ocupada demais para algo que não seja o que ela merece".
No refrão, Carpenter expressa como ela se colocará à disposição se alguém a quiser, mas se não, ela ficará completamente bem e não estará mais interessada. Ela canta sobre ser capaz de voltar sua atenção para outro lugar. No segundo verso, Carpenter continua a zombar de sua própria flexibilidade nos relacionamentos, oferecendo-se para se adaptar às necessidades de seu parceiro, mas também afirmando, em tom de brincadeira, que ela considerará alguém "gay" se essa pessoa não se sentir atraída por ela: "Ioga tântrico, querido, namastê / Se você não me quiser, vou supor que você seja gay".
A música é composta em um tom de Sol maior e apresenta um andamento de 117 batidas por minuto em um compasso comum.

## Recepção crítica
Samantha Leach, da revista Nylon, acreditou que "Busy Woman" tinha "todas as características do sucesso de Carpenter. É forte, sedenta e muito engraçada." Segundo Jason Lipshutz, da Billboard, a canção "soa como se pudesse ser o próximo sucesso cheio de insinuações de Carpenter". A revista Paper considerou-a mais fraca do que o melhor material de Carpenter, mas "ainda mais forte do que quase todas as outras nas paradas".

## Desempenho comercial
"Busy Woman" estreou em 10º lugar na UK Singles Chart publicada em 21 de fevereiro de 2025, tendo atingido sua posição de pico na tabela no 6º lugar. A canção se tornou a quinta de Carpenter a figurar dentre as dez primeiras posições na parada de singles do Reino Unido. Na Austrália, a música ficou em 22º lugar. Na Nova Zelândia, atingiu a 20ª posição. "Busy Woman" também entrou nas paradas de singles de outros países, tendo conquistado o 5º lugar na Irlanda, o 16º lugar na Noruega, o 49º lugar na Suécia, o 55º lugar nos Países Baixos e o 85º lugar na Lituânia.

## Apresentações ao vivo

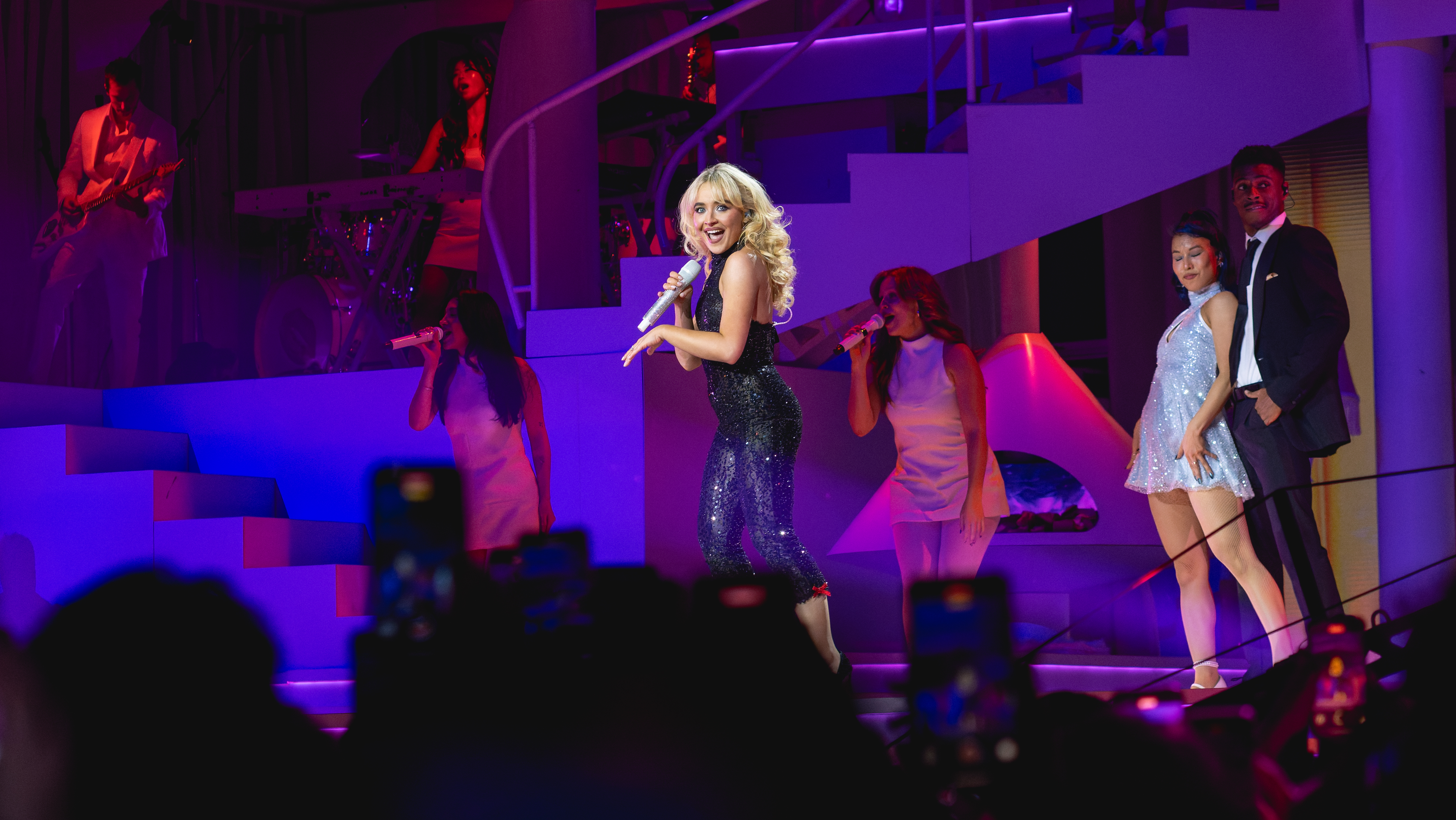
Carpenter apresentando "Busy Woman" na Short n' Sweet Tour em 2025

Carpenter apresentou "Busy Woman" como uma canção surpresa em algumas datas de sua 5ª turnê, a Short n' Sweet Tour (2024–2025), o que era decidido por Carpenter e seus dançarinos jogando um jogo de "gire a garrafa". Mais tarde, o single foi incluído oficialmente na etapa europeia da turnê. Leach descreveu a apresentação da música como "de longe, o ponto alto da minha noite".

## Créditos e pessoal
Os créditos foram adaptados das notas do encarte de Short n' Sweet (Deluxe).
- Jack Antonoff – produtor, engenheiro de áudio, percussão, baixo, sintetizador, cítara, compositor, engenheiro de gravação, violão, guitarra elétrica, kit de bateria, programação de bateria, programação vocal
- Sabrina Carpenter – percussão, vocais, compositora
- Amy Allen – compositora
- Bobby Hawk – violino
- Jack Manning – engenheiro
- Laura Sisk – engenheira, engenheiro de gravação
- Oli Jacobs – engenheiro, engenheiro de gravação
- Joey Miller – segundo engenheiro
- Jozef Caldwell – segundo engenheiro
- Ruairi O'Flaherty – masterização
- Serban Ghenea – mixagem
- Bryce Bordone – engenheiro de mixagem

## Charts

### Paradas semanais
| Parada (2025)                                | Posição de pico |
| -------------------------------------------- | --------------- |
| Austrália (ARIA)                             | 22              |
| Canadá (Canadian Hot 100)                    | 38              |
| Rádios da CEI (Tophit)                       | 78              |
| Colombia Anglo (Monitor Latino)              | 13              |
| Costa Rica Anglo (Monitor Latino)            | 9               |
| Rádios internacionais da Croácia (Top lista) | 19              |
| Rádios da Estônia (Tophit)                   | 10              |
| Dinamarca (Hitlisten)                        | 36              |
| Global 200 (Billboard)                       | 23              |
| Greece International (IFPI)                  | 48              |
| Irlanda (IRMA)                               | 5               |
| Japan Hot Overseas (Billboard Japan)         | 9               |
| Rádios da Letônia (LaIPA)                    | 5               |
| Rádios em inglês do Líbano (Lebanese Top 20) | 11              |
| Lituânia (AGATA)                             | 85              |
| Rádios da Lituânia (Tophit)                  | 16              |
| Países Baixos (Single Top 100)               | 55              |
| Nova Zelândia (Recorded Music NZ)            | 20              |
| Nigéria (TurnTable)                          | 89              |
| Noruega (VG-lista)                           | 16              |
| Filipinas (Philippines Hot 100)              | 80              |
| Polônia (Polish Airplay Top 100)             | 10              |
| Rádios da Romênia (Tophit)                   | 79              |
| Rádios de San Marino (SMRTV Top 50)          | 46              |
| Singapura (RIAS)                             | 26              |
| Eslováquia (Rádio Top 100)                   | 32              |
| Suécia (Sverigetopplistan)                   | 49              |
| UK Singles Chart (OCC)                       |                 |
| Billboard Hot 100 dos EUA                    | 27              |
| Adult Top 40 dos EUA (Billboard)             | 36              |
| Pop Airplay dos EUA (Billboard)              | 20              |

### Paradas mensais
| Parada (2025)               | Posição de pico |
| --------------------------- | --------------- |
| Rádios da CEI (Tophit)      | 88              |
| Rádios da Estônia (Tophit)  | 16              |
| Rádios da Lituânia (Tophit) | 36              |

## Certificados
| Região                                                           | Certificação | Vendas   |
| ---------------------------------------------------------------- | ------------ | -------- |
| Reino Unido (BPI)                                                | Prata        | 200,000‡ |
| Estados Unidos (RIAA)                                            | Ouro         | 500,000‡ |
| ‡ Números de vendas e streaming baseados apenas em certificação. |              |          |

## Histórico de lançamento
| Região         | Data               | Formato(s)             | Gravadora(s) | Ref.   |
| -------------- | ------------------ | ---------------------- | ------------ | ------ |
| Itália         | 7 de março de 2025 | Radio airplay          | Universal    | [ 77 ] |
| Estados Unidos | 8 de abril de 2025 | Contemporary hit radio | Island       | [ 78 ] |